# Elecciones presidenciales de Azerbaiyán de 2024
Las elecciones presidenciales se celebraron en Azerbaiyán el 7 de febrero de 2024. Inicialmente fijadas para octubre de 2025, el presidente Ilham Alíyev convocó elecciones anticipadas en diciembre de 2023 tras la exitosa ofensiva azerbaiyana en Nagorno-Karabaj, que puso fin a al Estado separatista de Artsaj liderado por Armenia y a la adhesión de Azerbaiyán a la región de Nagorno-Karabaj.
De acuerdo con el referéndum de 2009, el actual presidente Ilham Alíyev puede presentarse a otro quinto mandato consecutivo.

## Antecedentes

### Ofensiva sobre el Alto Karabaj
Luego del fin de la segunda guerra del Alto Karabaj en 2020, la estabilidad de posguerra en la región del Alto Karabaj fue relativamente efímera, ya que la crisis fronteriza entre Armenia y Azerbaiyán comenzó en 2021. A partir de diciembre de 2022, Azerbaiyán impuso un bloqueo del Alto Karabaj, lo que provocó una crisis humanitaria en Artsaj mientras la región lidiaba con la escasez de medicamentos, alimentos y combustible. 
En septiembre de 2023, Azerbaiyán lanzó una ofensiva militar a gran escala en el Alto Karabaj que duró un día, lo que llevó a la rendición inmediata de las fuerzas de Artsaj restantes, lo que puso fin a la existencia de la república de Artsaj y provocó el éxodo masivo de armenios del Alto Karabaj.

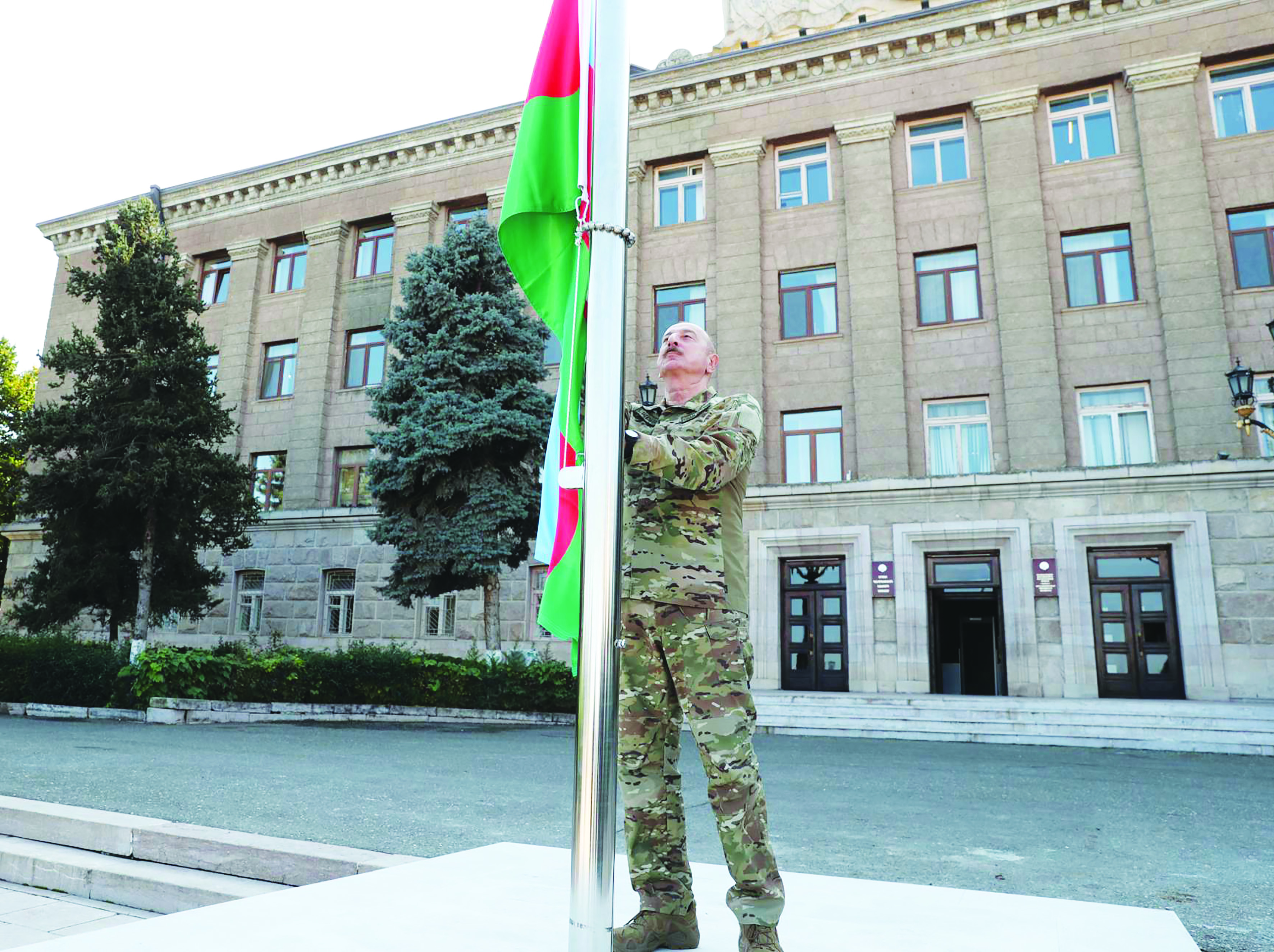
El presidente azerbaiyano Ilham Alíyev izando la bandera de su país en la ciudad renombrada como Jankendi en 2023.

En octubre Alíyev izó la bandera nacional en la ciudad renombrada como Jankendi.

### Convocatoria de elecciones anticipadas
El párrafo 1 del artículo 101 de la Constitución de Azerbaiyán permite que el presidente convoque legalmente elecciones anticipadas. De conformidad con el artículo 179 § 2 del Código Electoral de Azerbaiyán, la fecha de las elecciones presidenciales se determinará en el plazo de una semana a partir de la convocatoria de la Comisión Electoral Central (CEC). La elección debe ser un miércoles y llevarse a cabo dentro de un período de 3 meses después de la determinación de la fecha por parte de la CCA.  El 7 de diciembre de 2023, el presidente Alíyev firmó un decreto que fijaba el miércoles 7 de febrero de 2024 como fecha para la celebración de elecciones presidenciales anticipadas que originalmente estaban programadas a celebrarse el 15 de octubre de 2025.

## Sistema electoral
El presidente de Azerbaiyán es elegido mediante el sistema de dos vueltas; si ningún candidato obtiene la mayoría de los votos en la primera vuelta, se realiza una segunda vuelta.En caso de guerra, el mandato presidencial debe prorrogarse hasta el final de la operación militar, para lo cual la decisión sobre este asunto debe ser adoptada por el Tribunal Constitucional de la República de Azerbaiyán sobre la base de la solicitud del órgano estatal que organiza las elecciones (referéndum).

## Candidatos
- Ilham Alíyev - Presidente de Azerbaiyán en ejercicio, presidente del partido Nuevo Azerbaiyán. Alíyev anunció su candidatura el 19 de diciembre de 2023.[8]
- Zahid Oruj - Independiente, diputado de la Asamblea Nacional desde 2001, candidatura anunciada el 8 de diciembre de 2023.[9]
- Fazil Mustafa - Líder del partido Gran Orden y diputado de la Asamblea Nacional desde 2005.[10]
- Fuad Aliyev - Independiente, Presidente del Partido Liberal Democrático de Azerbaiyán.[11]
- Elşad Musayev - Nominado del Gran Partido de Azerbaiyán.[12]
- Gudrat Hasanguliyev - Nominado del Partido Frente Popular de todo Azerbaiyán.[13]
- Razi Nurullayev - analista político, nominado por el Partido Frente Nacional.[14]

## Encuestas
El 2 de febrero de 2024, el Grupo Asesor de Oracle y la Liga de Defensa de los Derechos Civiles revelaron los resultados de una encuesta conjunta, que indicaba un apoyo abrumador a la candidatura de Ilham Alíyev a la presidencia, que fue criticada por el candidato presidencial Gudrat Hasanguliyev por no estar en con la realidad a pesar de reconocer la gran popularidad de Aliyev.
     Boca de urna
| Encuestadora          | Fecha                | Muestra | Ilham Alíyev | Zahid Oruj           | Fazil Mustafa | Razi Nurullayev | Gudrat Hasanguliyev | Fuad Alíyev | Elşad Musayev |       |       |       |
| --------------------- | -------------------- | ------- | ------------ | -------------------- | ------------- | --------------- | ------------------- | ----------- | ------------- | ----- | ----- | ----- |
| Encuestadora          | Fecha                | Muestra | Rəy          | 7 de febrero de 2024 | ?             | 92.6%           | 0.37%               | 0.58%       | 0.9%          | 0.46% | 0.84% | 0.11% |
| STM                   | 7 de febrero de 2024 | 5,016   | 92.4%        | 2.2%                 | 2%            | 0.6%            | 1.6%                | 0.4%        | 0.8%          |       |       |       |
| Oracle Advisory Group | 7 de febrero de 2024 | 63,000  | 93.9%        | 1.8%                 | 1.5%          | 0.9%            | 1.2%                | 0.3%        | 0.4%          |       |       |       |
| ORACLE/VƏHML          | 2 de febrero de 2024 | 3,000   | 97%          | 1.2%                 | 0.7%          | 0.5%            | 0.3%                | 0.2%        | 0.1%          |       |       |       |

## Jornada electoral

### Participación electoral
|  | 19,44 % |

|  | 18,71 % |

|  | 38,57 % |

|  | 39,39 % |

|  | 60,54 % |

|  | 60,74 % |

|  | 70,85 % |

|  | 69,93 % |

|  | 76,73 % |

|  | 74,52 % |

## Resultados
| Candidato                 | Candidato                 | Candidato                 | Partido                   | Primera vuelta | Primera vuelta |
| Candidato                 | Candidato                 | Candidato                 | Partido                   | Votos          | %              |
| ------------------------- | ------------------------- | ------------------------- | ------------------------- | -------------- | -------------- |
|                           | Ilham Alíyev              |                           | YAP                       | 4,577,693      | 92.12%         |
|                           | Zahid Oruj                |                           | Ind.                      | 107,877        | 2.17%          |
|                           | Fazil Mustafa             |                           | BQP                       | 98,623         | 1.98%          |
|                           | Gudrat Hasanguliyev       |                           | BAXCP                     | 85,607         | 1.72%          |
|                           | Razi Nurullayev           |                           | MCP                       | 39,727         | 0.80%          |
|                           | Elşad Musayev             |                           | BAP                       | 32,956         | 0.67%          |
|                           | Fuad Alíyev               |                           | Ind.                      | 26,561         | 0.53%          |
| Votos válidos             |                           |                           |                           |                |                |
| Votos en blanco y nulos   |                           |                           |                           |                |                |
| Total                     |                           |                           |                           |                |                |
| Abstención                |                           |                           |                           |                |                |
| Inscritos / participación | Inscritos / participación | Inscritos / participación | Inscritos / participación |                | 76.73%         |